# 谷川俊
谷川 俊（たにがわ しゅん、1969年11月11日 - ）は、日本の男性俳優、声優。長崎県出身。身長178cm。

## 来歴
ダブルフォックス所属。かつては演劇集団 円、スターダス・21に所属していた。

## 人物
趣味はサイクリング。特技は野球。資格は普通自動車免許。

## 出演作品

### テレビドラマ
- 悪の断層
- あなたは人を裁けますか
- 愛しき者へ
- 家族〜あなたは父を愛せますか〜
- 監察医・室生亜季子
- 京都迷宮案内2
- 九門法律相談所
- 御家人斬九郎
- 自白
- 指名手配
- 十時半睡事件帖
- 白と黒
- 蝉しぐれ
- 宝引の辰捕物帳
- 尽くす女
- 天花
- 水戸黄門
- 武蔵 MUSASHI
- 喪失
- 旅行作家・茶屋次郎5（2005年） ‐ 木村刑事

### 映画
- 絆 -きずな-
- 突入せよ! あさま山荘事件
- 鶯谷奇譚 UGUISUDANI

### オリジナルビデオ
- 本気!8 流血篇

### 吹き替え

#### 映画
- アメリカン・ビューティー（リッキー・フィッツ〈ウェス・ベントリー〉）
- アンダー・ザ・スキン
- モリー先生との火曜日
- ユーロトリップ（スコット・トーマス〈スコット・ミシュロウィック〉）
- ロスト・ワールド/失われた世界

#### テレビドラマ
- ER緊急救命室
- カリフォルニア・ドリーム（マット・ギャリソン）
- 真実（チョン・ヒョヌ〈リュ・シウォン〉）
- スティーヴン・キングの悪魔の嵐
- ダーマ&グレッグ
- ドーソンズ・クリーク
- 虹の歌
- 犯罪捜査官ネイビーファイル（ジェイソン・タイナー）

### テレビアニメ
- 名探偵コナン（1997年、中島秀明）
- ワイルドアームズ トワイライトヴェノム（1999年、ユーシス）

### 劇場アニメ
- 名探偵コナン 時計じかけの摩天楼（1997年）
- NAGASAKI 1945 アンゼラスの鐘（2005年）[2]

### ラジオドラマ
- 君の名は
- 大黒屋光太夫
- タイムスリップ大坂の陣
- 性に目覚めるころ　室生犀星　NHK

### 舞台
- インナーチャイルド
- エレクトル
- 君の歌 僕の夢 -長塚節と生きて-
- 三文オペラ
- 百年一瞬
- 正岡子規物語〜新・糸瓜咲きて
- LIFE